# 博尔瓦尔
博雷瓦尔（法語：Beaurevoir）是法国皮卡第大区埃纳省的一个市镇，属于圣康坦区卡特莱县。该市镇2009年时的人口为1,424人。

## 人口
博雷瓦尔人口变化图示
| 数据来源：INSEE |